# Camp Hill (Alabama)
Camp Hill – miasto w Stanach Zjednoczonych, w stanie Alabama, w hrabstwie Tallapoosa. W roku 2023 miasto zamieszkiwało 965 osób, a gęstość zaludnienia wynosiła 41,1 osoby/km².